# Cyryl Astrachański
Cyryl Astrachański (zm. ok. 1576 w Astrachaniu) – święty mnich Rosyjskiego Kościoła Prawosławnego.
O wczesnej działalności świętego niewiele wiadomo. W 1568 został, z polecenia przełożonego klasztory, w którym wcześniej zamieszkiwał, archimandrytą nowo powstałego monasteru Świętej Trójcy w Astrachaniu. Prowadził rozbudowę tego klasztory, wznosząc w nim cerkwie Świętej Trójcy, Wprowadzenia Matki Bożej do Świątyni i św. Mikołaja. Równocześnie zajmował się pracą misyjną w regionie astrachańskim, zyskując szacunek nawet w miejscowej społeczności muzułmańskiej; wyznawcy islamu nadali mu przydomek "Czarny Dawid", nawiązując do króla i proroka Dawida.
Zmarł ok. 1576. Jego ikony powstawały już w następnym stuleciu, jednak dopiero w 1790 jest oficjalnie czczony w Rosyjskiej cerkwi prawosławnej.